# دونگه کونگووتسه
دونگه کونگووتسه (به صربی: Donje Konjuvce) یک منطقهٔ مسکونی در صربستان است که در بوینیک واقع شده‌است. دونگه کونگووتسه ۵۲۰ نفر جمعیت دارد.